# Communauté de communes de la Pieve de l'Ornano et du Taravo
La communauté de communes de la Pieve de l'Ornano et du Taravo est une communauté de communes française, située dans le département de la Corse-du-Sud et la région Corse.

## Histoire
- 1er janvier 2017 : les communes de Ciamanacce, Corrano, Cozzano, Forciolo, Guitera-les-Bains, Olivese, Palneca, Pila-Canale, Serra-di-Ferro, Sampolo, Tasso, Zévaco, Zigliara et Zicavo (issues de la communauté de communes du Taravu) et de Cauro (issue de la communauté de communes de la vallée du Prunelli) rejoignent la communauté de communes.

| Période          | Période       | Identité      | Étiquette            | Qualité                              |
| ---------------- | ------------- | ------------- | -------------------- | ------------------------------------ |
| 1er janvier 2014 | 23 avril 2014 | Henri Antona  | UMP                  | Maire de Coti-Chiavari (1971-2023)   |
| 23 avril 2014    | En cours      | Valérie Bozzi | UMP-LR puis Horizons | Maire de Grosseto-Prugna (2008-2025) |

## Composition
La communauté de communes est composée des 28 communes suivantes :

| Nom                     | Code Insee | Gentilé       | Superficie (km2) | Population (dernière pop. légale) | Densité (hab./km2) |
| ----------------------- | ---------- | ------------- | ---------------- | --------------------------------- | ------------------ |
| Grosseto-Prugna (siège) | 2A130      | Grossetais    | 31,56            | 3 331 (2022)                      | 106                |
| Albitreccia             | 2A008      |               | 45,76            | 1 780 (2022)                      | 39                 |
| Azilone-Ampaza          | 2A026      |               | 7,96             | 203 (2022)                        | 26                 |
| Campo                   | 2A056      | Campinchi     | 3,3              | 103 (2022)                        | 31                 |
| Cardo-Torgia            | 2A064      |               | 3,88             | 29 (2022)                         | 7,5                |
| Cauro                   | 2A085      | Cavrais       | 27,9             | 1 483 (2022)                      | 53                 |
| Ciamannacce             | 2A089      |               | 25,11            | 130 (2022)                        | 5,2                |
| Cognocoli-Monticchi     | 2A091      |               | 35,77            | 174 (2022)                        | 4,9                |
| Corrano                 | 2A094      | Corranais     | 12,69            | 76 (2022)                         | 6                  |
| Coti-Chiavari           | 2A098      |               | 63,33            | 731 (2022)                        | 12                 |
| Cozzano                 | 2A099      | Cozzanais     | 25,59            | 281 (2022)                        | 11                 |
| Forciolo                | 2A117      |               | 6,88             | 90 (2022)                         | 13                 |
| Frasseto                | 2A119      | Frassetanes   | 16,61            | 142 (2022)                        | 8,5                |
| Guargualé               | 2A132      |               | 10,61            | 148 (2022)                        | 14                 |
| Guitera-les-Bains       | 2A133      |               | 14,75            | 157 (2022)                        | 11                 |
| Olivese                 | 2A186      | Olivesains    | 29,64            | 220 (2022)                        | 7,4                |
| Palneca                 | 2A200      | Palnecais     | 43,81            | 133 (2022)                        | 3                  |
| Pietrosella             | 2A228      |               | 35,23            | 2 042 (2022)                      | 58                 |
| Pila-Canale             | 2A232      | Canalais      | 18,8             | 274 (2022)                        | 15                 |
| Quasquara               | 2A253      | Quasquarais   | 6,11             | 61 (2022)                         | 10                 |
| Sampolo                 | 2A268      |               | 7,14             | 87 (2022)                         | 12                 |
| Santa-Maria-Siché       | 2A312      | Santamariacci | 10,67            | 371 (2022)                        | 35                 |
| Serra-di-Ferro          | 2A276      | Sarrafarinchi | 32,77            | 709 (2022)                        | 22                 |
| Tasso                   | 2A322      |               | 16,67            | 88 (2022)                         | 5,3                |
| Urbalacone              | 2A331      |               | 8,25             | 63 (2022)                         | 7,6                |
| Zévaco                  | 2A358      |               | 10,04            | 51 (2022)                         | 5,1                |
| Zicavo                  | 2A359      | Zicavais      | 93,02            | 208 (2022)                        | 2,2                |
| Zigliara                | 2A360      | Zigliarais    | 12,85            | 128 (2022)                        | 10                 |

## Démographie
| 1968  | 1975  | 1982  | 1990  | 1999  | 2010   | 2015   | 2021   |
| ----- | ----- | ----- | ----- | ----- | ------ | ------ | ------ |
| 6 808 | 6 775 | 7 413 | 7 787 | 8 877 | 11 103 | 12 036 | 13 150 |